# Russell Gardens
Russell Gardens es una villa ubicada en el condado de Nassau en el estado estadounidense de Nueva York. En el año 2000 tenía una población de 1.023 habitantes y una densidad poblacional de 331,6 personas por km². Russell Gardens se encuentra dentro del pueblo de North Hempstead.

## Geografía
Russell Gardens se encuentra ubicada en las coordenadas 40°46′52″N 73°43′30″O / 40.78111, -73.72500. Según la Oficina del Censo, la ciudad tiene un área total de 3,1 km² (1,2 mi²), de la cual 3,1 km² (1,2 mi²) es tierra y 0 km² (0 mi²) (0%) es agua.

## Demografía
Según la Oficina del Censo en 2000 los ingresos medios por hogar en la localidad eran de $108,427, y los ingresos medios por familia eran $142,636. Los hombres tenían unos ingresos medios de $100,000 frente a los $56,250 para las mujeres. La renta per cápita para la localidad era de $58,680. Alrededor del 3.7% de la población estaban por debajo del umbral de pobreza.